# Dave Hunter
David P. Hunter (* 1. ledna 1958 v Petroliu, Ontario) je bývalý kanadský hokejový útočník.

## Hráčská kariéra
Dave Hunter byl první z bratrů Hunterových, který si zahrál v NHL, o rok později začínal hrát v lize mladší bratr Dale a v následující sezóně nejmladší bratr Mark. Ještě před nástupem do NHL hrával 3 roky v juniorské soutěži OMJHL za klub Sudbury Wolves v letech 1975/78. V létě 1978 byl draftován týmem Montreal Canadiens v prvním kole ze 17. místa. Za Montreal Canadiens neodehrál žádný zápas.
V červnu 1978 podepsal smlouvu s týmem Edmonton Oilers jako volný hráč. Poprvé v seniorské lize se objevil v konkurenční lize WHA, ve které hrával až do jeho zániku 1979. Po zániku ligy se klub přestěhoval do ligy NHL, kde nadále Dave Hunter pokračoval s týmem. Za Oilers odehrál celkem necelých deset sezón, ve kterých v ročnících 1983/84, 1984/85 a 1986/87 získal Stanley Cup. Stanley Cup mohl získat i po čtvrté, ale 24. listopadu 1987 byl společně s obráncem Paulem Coffeyem a útočníkem Wayne Van Dorpem vyměněni do týmu Pittsburgh Penguins za Craiga Simpsona, Daveho Hannana, Moeho Manthana a Chrise Josepha.
Za Penguins dohrál sezónu 1987/88 a jeho bývalý tým Edmonton Oilers, opět získal Stanley Cup. Po sezóně se připojil k týmu Winnipeg Jets, kde načal začátek nové sezóny 1988/89. V průběhu sezóny se vrátil zpět do klubu Oilers, se kterým si jediným z klubů zahrál playoff. V organizaci Edmonton Oilers ukončil kariéru.

## Zajímavosti
Je nejstarší z bratrů Hunterových Dale a Mark. Dave získal celkem tři Stanley Cupy a nejmladší ze sourozenců Mark, se podařilo jednou získat Stanley Cup a Dale si zahrál finále o Stanley Cup v ročníku 1997/98.

## Ocenění a úspěchy
- 1977 OMJHL - All-Star Game

## Prvenství
- Debut v NHL - 10. října 1979 (Chicago Black Hawks proti Edmonton Oilers)
- První gól v NHL - 10. října 1979 (Chicago Black Hawks proti Edmonton Oilers, kanadskému brankáři Tony Esposito)
- První asistence v NHL - 21. října 1979 (Edmonton Oilers proti Minnesota North Stars)

## Klubové statistiky
| Sezóna       | Klub                | Soutěž       |     | Základní část | Základní část | Základní část | Základní část | Základní část |    | Play off | Play off | Play off | Play off | Play off |
| Sezóna       | Klub                | Soutěž       | Z   | G             | A             | B             | TM            | Z             | G  | A        | B        | TM       |          |          |
| 1975/1976    | Sudbury Wolves      | OMJHL        | 53  | 7             | 21            | 28            | 117           | 17            | 0  | 9        | 9        | 53       |          |          |
| 1976/1977    | Sudbury Wolves      | OMJHL        | 62  | 30            | 56            | 86            | 140           | 6             | 1  | 3        | 4        | 9        |          |          |
| 1977/1978    | Sudbury Wolves      | OMJHL        | 68  | 44            | 44            | 88            | 156           | —             | —  | —        | —        | —        |          |          |
| 1978/1979    | Edmonton Oilers     | WHA          | 72  | 7             | 25            | 32            | 134           | 13            | 2  | 3        | 5        | 42       |          |          |
| 1978/1979    | Dallas Black Hawks  | CHL          | 6   | 3             | 4             | 7             | 6             | —             | —  | —        | —        | —        |          |          |
| 1979/1980    | Edmonton Oilers     | NHL          | 80  | 12            | 31            | 43            | 103           | 3             | 0  | 0        | 0        | 7        |          |          |
| 1980/1981    | Edmonton Oilers     | NHL          | 78  | 12            | 16            | 28            | 98            | 9             | 0  | 0        | 0        | 28       |          |          |
| 1981/1982    | Edmonton Oilers     | NHL          | 63  | 16            | 22            | 38            | 63            | 5             | 0  | 1        | 1        | 26       |          |          |
| 1982/1983    | Edmonton Oilers     | NHL          | 80  | 13            | 18            | 31            | 120           | 16            | 4  | 7        | 11       | 60       |          |          |
| 1983/1984    | Edmonton Oilers     | NHL          | 80  | 22            | 26            | 48            | 90            | 17            | 5  | 5        | 10       | 14       |          |          |
| 1984/1985    | Edmonton Oilers     | NHL          | 80  | 17            | 19            | 36            | 122           | 18            | 2  | 5        | 7        | 33       |          |          |
| 1985/1986    | Edmonton Oilers     | NHL          | 62  | 15            | 22            | 37            | 77            | 10            | 2  | 3        | 5        | 23       |          |          |
| 1986/1987    | Edmonton Oilers     | NHL          | 77  | 6             | 9             | 15            | 79            | 21            | 3  | 3        | 6        | 20       |          |          |
| 1987/1988    | Edmonton Oilers     | NHL          | 21  | 3             | 3             | 6             | 6             | —             | —  | —        | —        | —        |          |          |
| 1987/1988    | Pittsburgh Penguins | NHL          | 59  | 11            | 18            | 29            | 77            | —             | —  | —        | —        | —        |          |          |
| 1988/1989    | Winnipeg Jets       | NHL          | 34  | 3             | 1             | 4             | 61            | —             | —  | —        | —        | —        |          |          |
| 1988/1989    | Edmonton Oilers     | NHL          | 32  | 3             | 5             | 8             | 22            | 6             | 0  | 0        | 0        | 0        |          |          |
| Celkem v NHL | Celkem v NHL        | Celkem v NHL | 746 | 133           | 190           | 323           | 918           | 105           | 16 | 24       | 40       | 211      |          |          |

## Reprezentace
| Rok                       | Tým                       | Soutěž                    | Z | G | A | B | TM |
| ------------------------- | ------------------------- | ------------------------- | - | - | - | - | -- |
| 1977                      | Kanada 20                 | MSJ                       | 7 | 6 | 2 | 8 | 2  |
| Juniorská kariéra celkově | Juniorská kariéra celkově | Juniorská kariéra celkově | 7 | 6 | 2 | 8 | 8  |